# 四日市空襲
四日市空襲（よっかいちくうしゅう）とは、第二次世界大戦末期にアメリカ軍により行われた三重県四日市市への空襲（戦略爆撃）のことである。
1980年6月、鵜の森公園に四日市空襲殉難碑が建立された。

## 概要
- 海軍第二燃料廠をはじめ多くの工場群を擁した四日市は、アメリカ軍の重要攻撃目標とされた。
- 1945年（昭和20年）6月18日午前0時45分、アメリカ軍B-29戦略爆撃機89機が焼夷弾11,000発・567.3トンを投下。

人的被害は、被災者47,153人、死者736人、負傷者1,500人、行方不明者63人。約1時間の絨毯爆撃で全市の35%が焼失、市街地は焦土と化し、特に塩浜地区の被害が大きかった。
- 以後、8月8日まで合計9回の空襲を受け、海軍燃料廠をはじめとする工場群は壊滅的被害を受けた。

全空襲による人的被害は、被災者49,198人、死者808人、負傷者1,733人にのぼった。
- 7月24日には、模擬原爆とされるパンプキン爆弾も投下された。着弾地は市泊村安政池とみられる[2]。

## 日程
- 空襲のあった日は昭和20年6月18日、22日、26日、7月9日、24日、28日、30日、8月2日、8日の計9日間であった。